# アサヒ読本
アサヒ読本（あさひとくほん）とは、1941年から1945年まで、国民学校初等科で使用された国語読本である。
1年生の冒頭が「アカイ　アカイ　アサヒ」で始まるのでこの愛称がついた。第5期国定国語読本とも呼ばれる。1、2年生の使用する『ヨミカタ』、3年生以上用の『初等科国語』に分かれる。また、終戦後使用された暫定教科書（いわゆるパンフレット読本）についてもこの項で記述する。

## ヨミカタ
1学年ごとに2分冊で全4冊である。全巻カラー印刷である。1年生用の表題は「ヨミカタ」、2年生用の表題は「よみかた」である。

## 初等科国語
1学年ごとに2分冊で全8巻。